# Geelgroene vrouwenmantel
De geelgroene vrouwenmantel (Alchemilla xanthochlora) is een vaste plant, die behoort tot de rozenfamilie (Rosaceae). De plant staat op de Nederlandse Rode lijst van planten als zeer zeldzaam en stabiel of toegenomen. De plant komt van nature voor in Noordwest en Midden-Europa. Het aantal chromosomen is 2n = 103 of 105.
De plant wordt 15–80 cm hoog en heeft een houtige wortelstok. De bladeren zijn evenlang als breed. De bovenzijde van de 7–15 cm grote wortelbladeren is kaal of hoogstens in de vouwen iets behaard. De bladstelen hebben recht afstaande of schuin omhooggerichte haren evenals de stengels. De steunblaadjes van de wortelbladeren verdrogen niet snel.
De geelgroene vrouwenmantel bloeit van mei tot de herfst met geelgroene bloemen, die in een tuilvormig, los meertakkig bijscherm zijn gerangschikt. De kroonbladen ontbreken. De breed-eironde, 1,3-1,5 mm grote kelkbladen zijn korter tot iets langer dan de kale of bijna kale kelkbuis. De bijkelkbladen zijn veel kleiner dan die van de kelk.
De vrucht is een eenzadige, 1,7 mm lange en 1 mm brede dopvrucht.

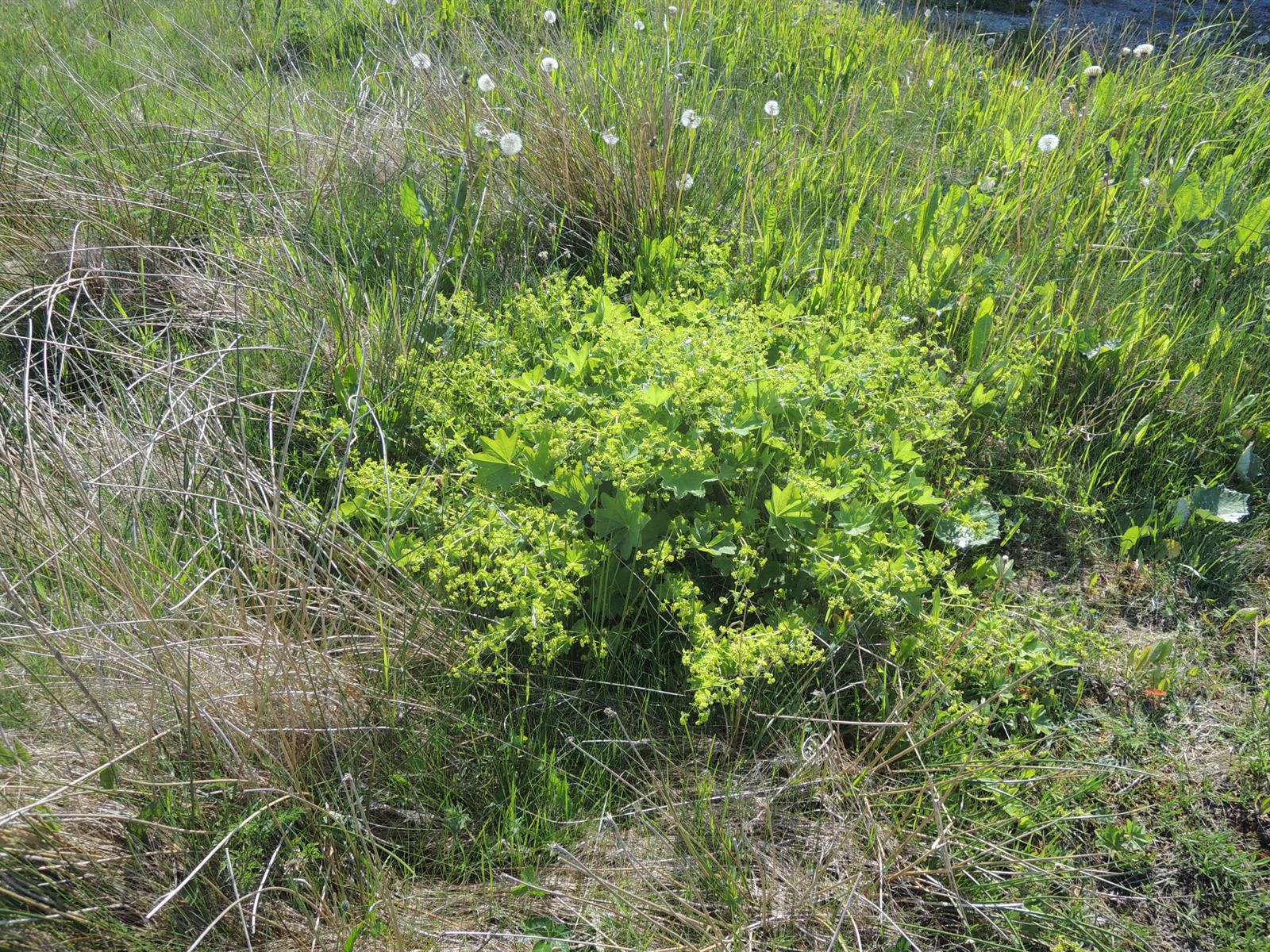
Plant
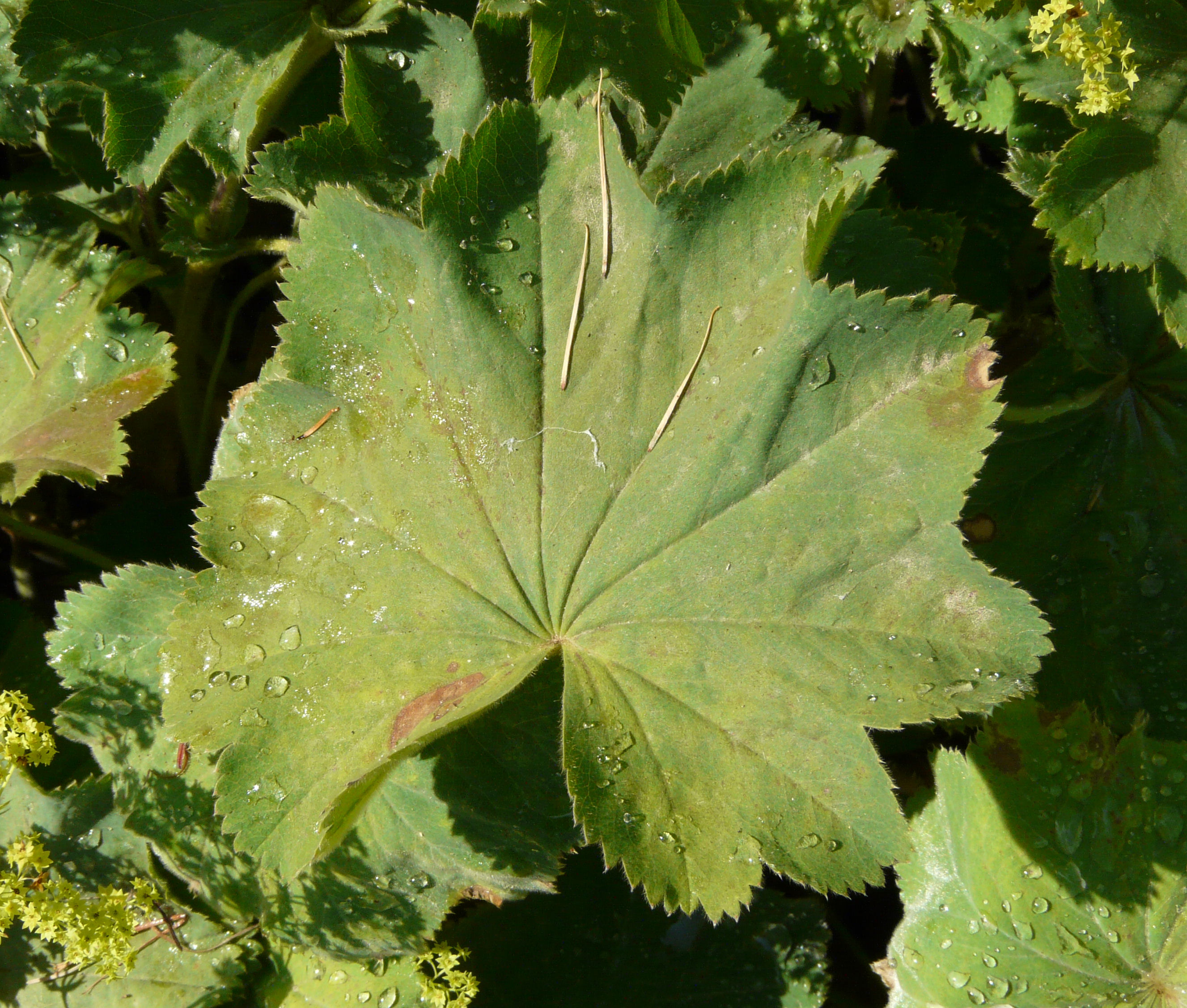
Blad
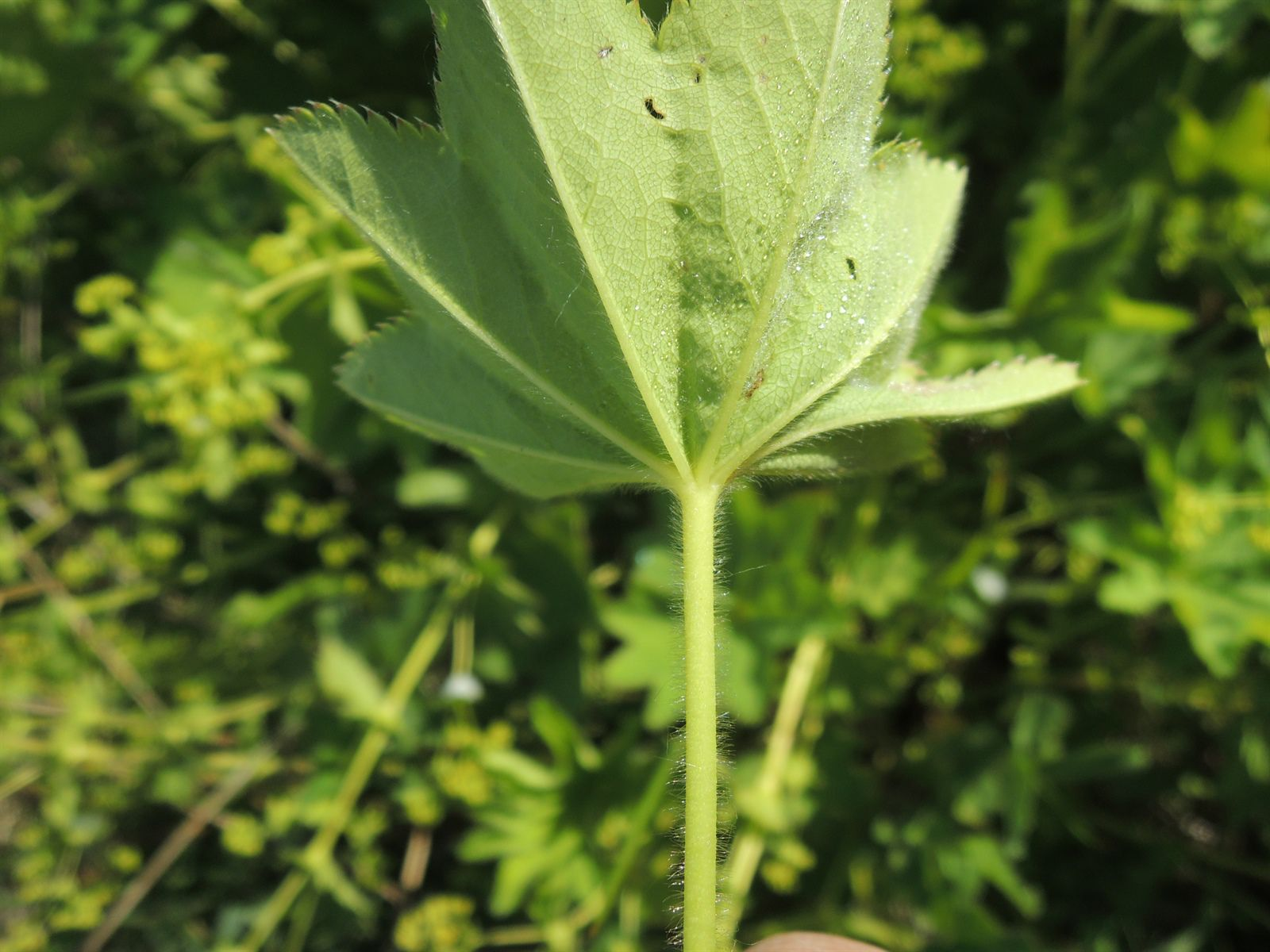
Achterzijde blad
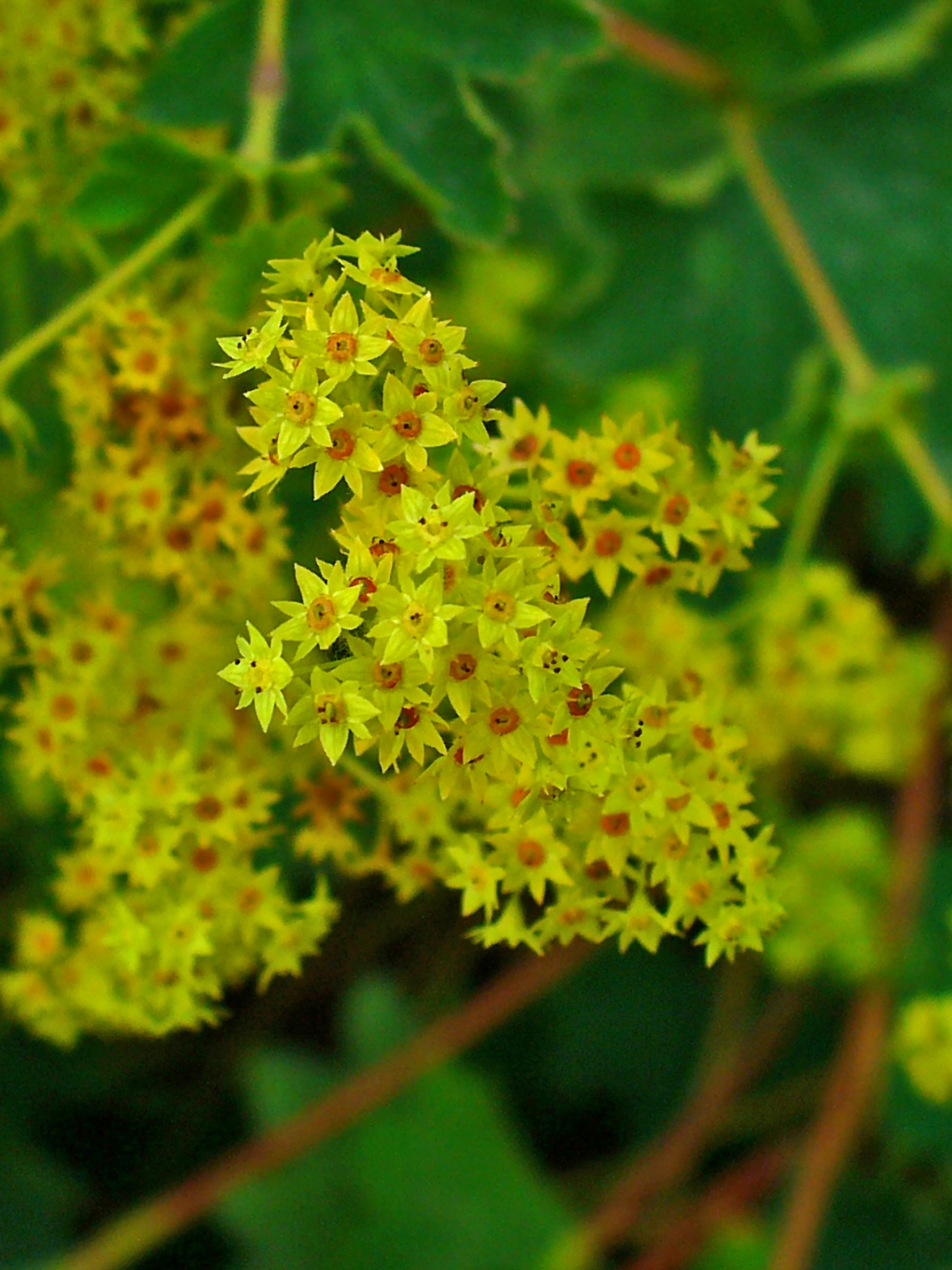
Bloemen
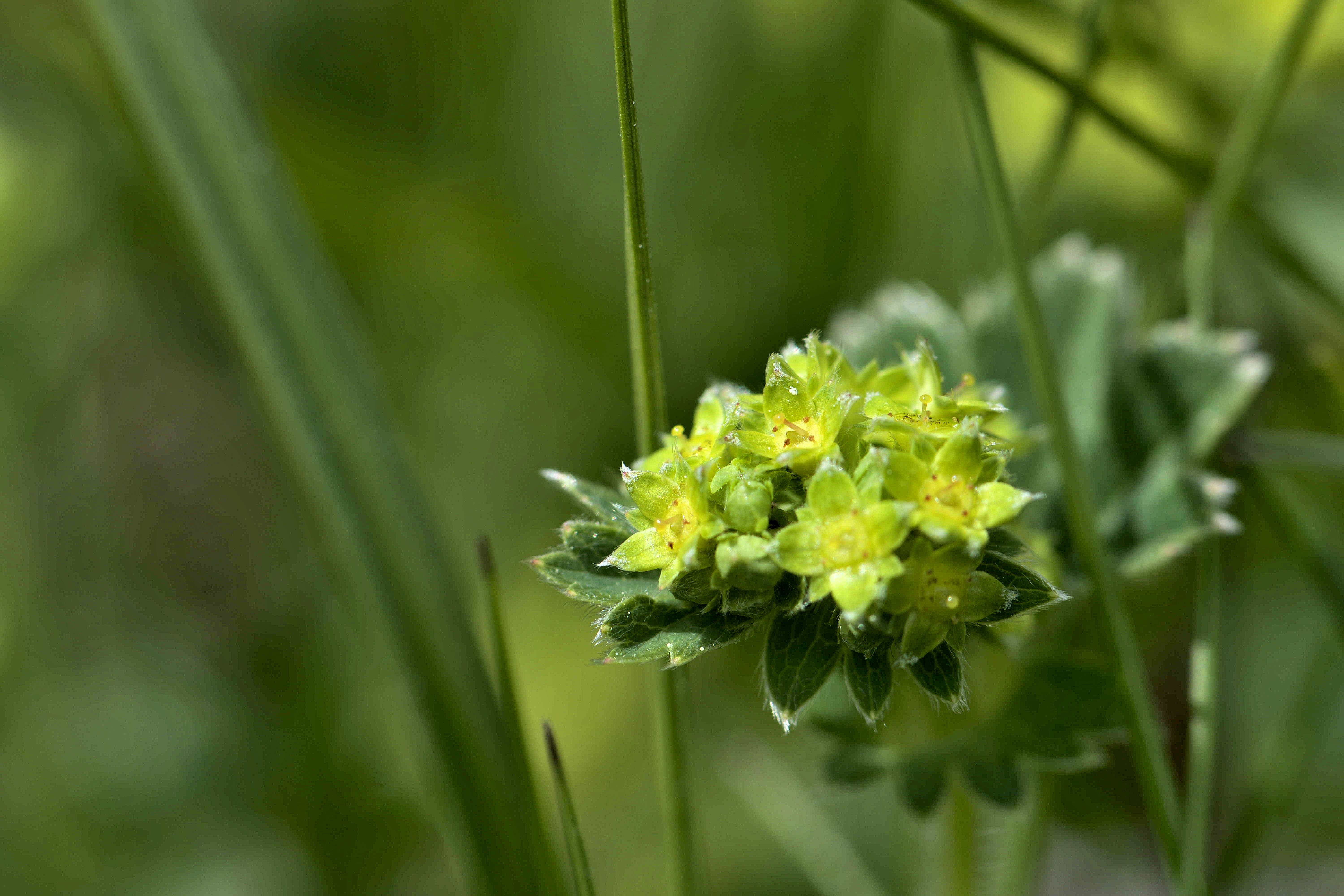
Bloem
Herbarium

De plant komt voor tussen het gras op vrij droge tot vrij vochtige grond en langs beken.